# Štát a právo
Časopis Štát a právo je slovenský vědecko-teoretický časopis pro otázky vědy o státu a právu, právní historie a jednotlivých právních odvětví právní praxe. Je určen především vysokoškolským pedagogům, vědeckým pracovníkům, studentům doktorandského studia na právnických fakultách, stejně jako široké právnické veřejnosti, působící v právní praxi a v státních a samosprávných orgánech. 
Časopis uveřejňuje původní studie a články z různých odvětví práva, eseje, informace, diskuze, analýzy, zprávy z vědeckého života, recenze a anotace, stejně jako zprávy k životním jubileím významných představitelů věd o státu a právu a zpráv z mezinárodních konferencí a sympozií na aktuální vědecko-teoretická témata.
Od roku 2014 jej vydává občanské sdružení Štát a právo.

## Členové redakční rady
- Multi dr. h. c. prof. JUDr. Mojmír Mamojka, CSc. (předseda redakční rady a výkonný ředitel občanského sdružení)
- Dr. h. c. prof. JUDr. Jaroslav Chovanec, CSc. (místopředseda redakční rady)
- JUDr. Tomáš Korček (tajemník redakční rady)
- JUDr. Vojtech Agner
- JUDr. Ing. Ján Balga
- prof. Dr. habil. Jozef Ciagwa (Polská republika)
- prof. JUDr. Ľubor Cibulka, CSc.
- JUDr. Miroslav Číž
- JUDr. Ľubomír Dobrík, PhD.
- doc. JUDr. Ján Drgonec, DrSc.
- JUDr. Mgr. Andrea Grušpierová
- doc. Ing. Pavol Hrivík, CSc.
- prof. JUDr. Jozef Králik, CSc.
- doc. JUDr. Mojmír Mamojka ml., PhD.
- prof. JUDr. Igor Palúš, CSc.
- Multi dr. h. c. prof. JUDr. Ing. Viktor Porada, DrSc. (Česká republika)
- JUDr. Pavel Salák, Ph.D. (Česká republika)
- doc. PhDr. Vladimír Segeš, PhD.
- prof. JUDr. Vojtech Tkáč, CSc.
- doc. JUDr. Vladimír Zoubek, CSc. (Česká republika)
- Ing. Jozef Žitník, PhD.

Výkonný redaktor a člen redakční rady
- Dr. iur. JUDr. Ing. Michal Turošík, PhD.

Jazyková úprava
- PhDr. Beata Vrzgulová